# 100인 토론 어떻게 생각하십니까
《100인 토론 어떻게 생각하십니까》는 KBS 2TV의 방영했던 토론 전문 프로그램이며 2002년 11월 3일부터 2004년 4월 25일까지 방영되었는데 해당 프로그램 전날 방송된 1TV 《생방송 심야토론》과 중복된 주제가 많아 2004년 봄 개편으로 막을 내려야 했다.

## 기획 의도
주로 사회 현안을 다루는 대한민국의 토론 전문 텔레비전 프로그램이다.

## 방송 시간
- 매주 일요일 밤 11시 10분 ~ 12시 40분

## 프로그램 소개
- 토론 프로그램은 지루하고 딱딱하다는 생각, 이제는 바꿔야할 때입니다. '100인 토론, 어떻게 생각하십니까'는 보기만 하던 토론이 아닌, 참여하는 토론입니다. 시청자 누구나 100인의 배심원으로 참여하거나, 인터넷 혹은 전화(781-1823)를 이용해 참여 할 수 있습니다. 본 프로그램은 생활 속의 문제까지 영역을 확대하고 시청자의 참여를 적극 유도해, 바람직한 토론 문화를 정착시키고자 합니다. 이제 여러분이 토론의 주인공입니다.

## 진행자
- 김주환

## 역대 진행자
- 정진홍 중앙일보 논설위원실 논설위원

## 참고 사항
- 패널들의 자질부족과 사회자의 미숙한 진행으로 지적을 받아[2] 2003년 민주언론시민연합 선정 올해의 나쁜 시사교양 프로그램에 선정되는 불명예를 안았다.